# Struthanthus eichleri
Struthanthus eichleri là một loài thực vật có hoa trong họ Loranthaceae. Loài này được Baehni & J.F. Macbr. miêu tả khoa học đầu tiên năm 1937.